# 第十六高卢军团
第十六高卢军团（拉丁語：Legio XVI Gallica）古罗马军队建制名称。由屋大维于公元前41年（一说公元前40年）建立并存在至公元70年。公元70年，该军团在对抗日耳曼部落巴达维人起义失利后投降，之后被罗马帝国君主韦斯伯芗解散并撤销番号，随后重新组建了第十六忠实弗拉维乌斯军团。